# Волочій Іван Миколайович
Іван Миколайович Волочій (20 червня 1995, с. Бересток, Тернопільська область, Україна — 7 березня 2022, околиця села Грушуваха, Харківська область, Україна) — український військовик, майор (посмертно) Державної прикордонної служби України, учасник російсько-української війни. Герой України.

## Життєпис
Іван Волочій народився 20 червня 1995 року у селі Берестку, нині Заліщицької громади Чортківського району Тернопільської области України.
Зі старших класів хлопець мріяв про навчання в Національній академії Державної прикордонної служби України, адже його старший брат вже був курсантом-прикордонником. Мрія юнака здійснилися, і в 2016 році він вдягнув зелений кашкет і погони лейтенанта.
Спочатку проходив службу в Північному регіональному управлінні. З 2018 року у складі одного з підрозділів брав участь в зоні ООС.
Повномасштабне вторгнення ворога Іван зустрів на лінії розмежування біля Мар'їнки на Донеччині. Згодом група військовослужбовців під командуванням Івана відправилась на посилення підрозділів Збройних сил України на іншому напрямку.
7 березня 2022 року захисники України зупинили просування ворога біля села Грушеваха, що на Харківщині. Колона російських окупантів, яка сунула вглиб України, під час спроби переправитися через канал Дніпро–Донбас отримала жорсткий опір. Рух російських окупантів стримувала мобільна група прикордонників на чолі з капітаном Іваном Волочієм спільно з підрозділами Збройних сил України. Захисники України завдали масованого ураження з усіх видів зброї по загарбниках.
Молодий офіцер грамотно та професійно керував діями підлеглих у бою, з метою нанесення максимальних втрат ворогові і збереження при цьому здоров'я та життя підпорядкованих
йому бійців мобільної групи. Злагоджені та професійні дії українських воїнів під час маневреної оборони дали гідний результат. Війська ворога зазнали значних втрат в живій силі та техніці, а подальше просування противника стало неможливим.
На жаль, під час запеклого бою командир мобільної групи прикордонників — капітан Іван Волочій отримав смертельне поранення внаслідок розриву танкового уламково-фугасного снаряду окупантів.
Похований 9 березня 2022 року у родинному селі.

## Нагороди
- Звання Герой України з удостоєнням ордена «Золота Зірка» (28 серпня 2023, посмертно) — за особисту мужність і героїзм, виявлені у захисті державного суверенітету та територіальної цілісності України, самовіддане служіння Українському народові[1][2]
- Орден «За мужність» III ст. (17 березня 2022, посмертно) — за особисту мужність і самовіддані дії, виявлені у захисті державного суверенітету та територіальної цілісності України, вірність військовій присязі[3];
- почесний громадянин Тернопільської области (2025, посмертно)[4].

## Військові звання
- майор (2022, посмертно);
- капітан.